# Myrcia inconspicua
Myrcia inconspicua là một loài thực vật có hoa trong Họ Đào kim nương. Loài này được L.Kollmann & Sobral mô tả khoa học đầu tiên năm 2006.